# Camptochaeta
Camptochaeta is een muggengeslacht uit de familie van de rouwmuggen (Sciaridae).

## Soorten
- C. aequidens Hippa and Vilkamaa, 1994
- C. austriaca Heller, 2012
- C. bournei (Shaw, 1941)
- C. camptochaeta (Tuomikoski, 1960)
- C. cladiator Hippa and Vilkamaa, 1994
- C. coei (Freeman, 1983)
- C. consimilis (Holmgren, 1869)
- C. cursor Hippa and Vilkamaa, 1994
- C. delicata (Lengersdorf, 1935)
- C. duplicata Hippa & Vilkamaa, 1994
- C. exilis Hippa and Vilkamaa, 1994
- C. falcator Hippa and Vilkamaa, 1994
- C. falcidens Hippa and Vilkamaa, 1994
- C. fallax Hippa & Vilkamaa, 1994
- C. flagellifera Hippa and Vilkamaa, 1994
- C. gigantostylata Heller & Menzel, 2005
- C. hirtula (Lengersdorf, 1934)
- C. inflata Hippa and Vilkamaa, 1994
- C. longicosta Hippa and Vilkamaa, 1994
- C. mimica Hippa and Vilkamaa, 1994
- C. mutua (Johannsen, 1912)
- C. ofenkaulis (Lengersdorf, 1925)
- C. pelleax Hippa and Vilkamaa, 1994
- C. propria Hippa & Vilkamaa, 1994

- C. quadriceps Hippa and Vilkamaa, 1994
- C. scanica Hippa & Vilkamaa, 1994
- C. sicilicula Hippa & Vilkamaa, 1994
- C. simulator Hippa & Vilkamaa, 1994
- C. spatula Vilkamaa & Menzel, 2012
- C. spicigera (Hippa and Vilkamaa, 1994)
- C. stammeri (Lengersdorf, 1940)
- C. subcamptochaeta (Mohrig, 1992)
- C. tenuipalpalis (Mohrig & Antonova, 1978)
- C. uniceps Hippa and Vilkamaa, 1994
- C. uniformis (Mohrig & Menzel, 1990)
- C. vivax (Frey, 1948)
- C. xystica Hippa & Vilkamaa, 1994
- C. xysticoides Hippa and Vilkamaa, 1994